# Cyprinion microphthalmum
Cyprinion microphthalmum är en fiskart som först beskrevs av Day, 1880.  Cyprinion microphthalmum ingår i släktet Cyprinion och familjen karpfiskar. Inga underarter finns listade i Catalogue of Life.